# Jorge Vásquez (Fußballspieler, 1922)
Jorge William Vásquez Muñoz (* 9. Mai 1922 in Valparaíso; † 26. September 2017 in Santiago) war ein chilenischer Fußballspieler. Der Abwehrspieler lief fünfmal für die chilenische Nationalmannschaft auf.

## Karriere

### Verein
Jorge Vásquez spielte von September 1943 bis November 1945 für den CSD Colo-Colo. Zuvor war der Defensivspieler für die Universidad Técnica Santa María aufgelaufen. Mit den Albos wurde Vásquez Meister 1944 und absolvierte in dieser Saison 20 Ligaspiele. In der Folgesaison verletzte er sich schwer.

### Nationalmannschaft
Jorge Vásquez wurde für den Campeonato Sudamericano 1945 im eigenen Land von Trainer Ferenc Plattkó in den Kader Chiles berufen. Beim 5:0-Erfolg über Bolivien debütierte er. Vásquez verpasste nur das Auftaktspiel und kam auf insgesamt fünf Turniereinsätze, alle von Beginn an. Chile wurde nach vier Siegen, einem Unentschieden und einer Niederlage Turnierdritter. Nach der Südamerikameisterschaft kam kein weiteres Länderspiel hinzu.

## Erfolge
Colo-Colo
- Chilenischer Meister: 1944